# Artur Sobiech
Artur Sobiech (Ruda Śląska, el 12 de juny de 1990) és un futbolista polonès, que juga per al club de la Bundesliga Hannover 96.